# 东溪镇 (苍溪县)
东溪镇，是中华人民共和国四川省广元市苍溪县下辖的一个乡镇级行政单位。2020年5月，撤销石灶乡，将其所属行政区域划归东溪镇管辖。

## 行政区划
东溪镇下辖以下地区：
宋水社区、双田社区、北泉社区、友爱村、大岩村、大龙村、小龙村、英明村、望乡村、金牛村、庙子村、黎家村、勤俭村、北岸村、群策村、花园村、三官村、七一村、井子村、马蹄村、芙蓉村、光山村、井塘村、瓦旋村、石驹村、八庙村、康寨村、大石村、双田村、八字村、梁家村、大堰村、巨马村、柴坡村、陈干村和舒家村。